# Апалаи
Язык апалаи (Apalaí, иногда: Apalay, Aparaí, Aparai) — один из языков коренных народов Южной Америки, на котором говорят в северных долинах рек Майкуру, Пару и Жари в штате Пара в Бразилии и около верхнего течения реки Марони в Гвиане. Относится к центральной ветви карибской семьи.

## Генеалогическая информация
Согласно классификации Т. Кауфмана апалаи относится к центральной ветви карибской семьи. Согласно классификации С. Гильдеи апалаи не относится ни к одной карибской семьи из выделяемых им.

## Ареальная информация
Деревни Канеапо, Аракуа, Палеомано, Поимро, Иарипо, Мерирума и Такале племени Апараи, которое говорит на апалаи, находятся в северных долинах рек Майкуру, Пару и Жари в штате Пара в Бразилии. Несколько семей живёт в деревнях Уаяна около верхнего течения реки Марони в Гвиане.

## Социолингвистическая характеристика
Племя людей Апараи живёт в одних деревнях с племенем Уаяна, и в какой-то степени ассимилировалось, несмотря на различные языки двух племён и замечаемые ими культурные различия. По этой причине затруднительно определить численность именно носителей языка апалаи, а не совокупность численностей носителей языков ваяна и апалаи, как это было сделано Мили Кревельс. Однако если исходить из её расчётов, то носителей не больше 288 человек, если не считать несколько семей в Гвиане. Такая численность может объясняться близкородственными браками жителей деревень, происходящими приблизительно с XVIII века.
Апараи, помимо родного языка, говорят ещё на языке ваяна, португальском, а также на тирийо, ваямпи и алуку.

## Типологическая характеристика

### Степень свободы выражения грамматических значений и характер границы между морфемами
Апалаи — синтетический язык агглюнатинативного типа.
| t-õxi-ry                                      |  | z-uru-Ṽko            |  | kyn-ako    |
| --------------------------------------------- |  | -------------------- |  | ---------- |
| 3REFLX-дочь-POSS                              |  | 3-разговаривать-CONT |  | 3-быть+PST |
| Он разговаривал со своей собственной дочерью. |  |                      |  |            |

### Базовый порядок слов
Базовым порядком слов является OVS.
| kaikuxi                        |  | etapa-Ṽ   |  | toto, |  | papa |  | tomo |
| ------------------------------ |  | --------- |  | ----- |  | ---- |  | ---- |
| ягуар                          |  | убить-PST |  | 3PL   |  | отец |  | 3PL  |
| Они убили ягуара, группа отца. |  |           |  |       |  |      |  |      |

### Локус маркирования в посессивной именной группе и предикации
В посессивной именной группе вершинное маркирование.
| ruka       |  | kana-ry    |
| ---------- |  | ---------- |
| Люк        |  | каноэ-POSS |
| Каноэ Люка |  |            |

В предикации вершинное маркирование.
| Ituimano       |  | n-yto-no   |
| -------------- |  | ---------- |
| Итуимано       |  | 3-идти-PST |
| Итуимано ушёл. |  |            |

### Тип ролевой кодировки
В апалаи представлена директная стратегия ролевой кодировки.
Нет противопоставления основного актанта непереходного глагола и пациенса.
| poeto        |  | otuh-nõko |  | mana        |
| ------------ |  | --------- |  | ----------- |
| ребёнок      |  | ест-CONT  |  | 3+быть+PRES |
| Ребёнок ест. |  |           |  |             |

| poeto              |  | otuh-ma-Ṽko    |  | mana        |
| ------------------ |  | -------------- |  | ----------- |
| ребёнок            |  | есть-CAUS-CONT |  | 3+быть+PRES |
| Он кормит ребёнка. |  |                |  |             |

Также нет противопоставления основного актанта непереходного глагола и агенса.
| papa     |  | n-otuh-no  |
| -------- |  | ---------- |
| отец     |  | 3-есть-PST |
| Отец ел. |  |            |

| papa           |  | kyn-uo-ne   |
| -------------- |  | ----------- |
| отец           |  | 3-убить-PST |
| Отец убил его. |  |             |

| papa                    |  | ruka |  | kana-ry    |  | apiro-ase   |  | mã                 |
| ----------------------- |  | ---- |  | ---------- |  | ----------- |  | ------------------ |
| отец                    |  | Люк  |  | каноэ-POSS |  | открыть-PST |  | ПРЕДСТАВЛЕНИЕ ТЕМЫ |
| Отец открыл каноэ Люка. |  |      |  |            |  |             |  |                    |

## Яркие особенности
Долгое время ставилось под сомнение существование базового порядка слов, при котором в транзитивных клаузах паценс предшествовал агенсу. Амазония — один из немногих ареалов, где паценс стоит на первом месте в базовом порядке слов. Помимо OVS в ней также присутствуют порядки OSV и VOS.
Порядок слов в апалаи зависит от типа клаузы. Базовые типы клауз в апалаи включают в себя непереходную клаузу, переходную клаузу, экспрессивную клаузу, эквативную клаузу и копулярную клаузу.
Переходные клаузы характеризуются порядком слов OVS или SOV.
| mame                   |  | tamy    | matary  |  | epekaty-ase  |  |
| ---------------------- |  | ------- | ------- |  | ------------ |  |
| потом                  |  | тобакко | тобакко |  | 1+купить-PST |  |
| Потом я купил тобакко. |  |         |         |  |              |  |

| mame                          |  | n-epinopy-ase |  | mose |  | rahkene       |
| ----------------------------- |  | ------------- |  | ---- |  | ------------- |
| потом                         |  | 3-лечить-PST  |  | этот |  | действительно |
| Потом этот человек лечил его. |  |               |  |      |  |               |

Непереходные клаузы имеют порядок слов VS или SV.
| mame                      |  | t-õnuh-se         |  | papa |  | kakoxi |
| ------------------------- |  | ----------------- |  | ---- |  | ------ |
| потом                     |  | NF-подняться-CMPL |  | отец |  | выше   |
| Потом отец поднялся выше. |  |                   |  |      |  |        |

| papa     |  | n-otuh-no  |
| -------- |  | ---------- |
| отец     |  | 3-есть-PST |
| Отец ел. |  |            |

Экспрессивные клаузы содержат в начале фразу, после глагол ka (русс. «сказал» или «сделал») и в конце актант глагола.
| y,                                    |  | oeh-no       |  | ropa, |  | ty-ka-se        |  | mokyro |  | i-py-ty     |
| ------------------------------------- |  | ------------ |  | ----- |  | --------------- |  | ------ |  | ----------- |
| да,                                   |  | 1+прийти-PST |  | назад |  | NF-сказать-CMPL |  | этот   |  | 3-жена-POSS |
| "Да, я вернулась, " сказала его жена. |  |              |  |       |  |                 |  |        |  |             |

Копулярные клаузы состоят из актанта, связующего глагола и комплемента. Порядок слов: комплимент, актант, глагол.
| morara                              |  | oximome |  | toh |  | kyn-exi-ne |
| ----------------------------------- |  | ------- |  | --- |  | ---------- |
| вот так                             |  | вместе  |  | 3PL |  | 3-есть-PST |
| (Деревья) были рядом друг с другом. |  |         |  |     |  |            |

Эквативная клауза состоит из двух существительных, которые могут заменяться на указательные местоимения.
| mokyro                           |  | ituakyry         |
| -------------------------------- |  | ---------------- |
| этот                             |  | человек джунглей |
| Этот человек — человек джунглей. |  |                  |

## Список сокращений
3 — третье лицо
REFLX — возвратный
POSS — поссесив
CONT — континиус
PST — прошедшее время
PRES — настоящее время
NF — не финитный
CMPL — завершённый